# Val Avery
Sebouh Der Abrahamian, cunoscut profesional ca Val Avery, (n. 14 iulie 1924, Pennsylvania, SUA – d. 12 decembrie 2009, New York City, New York, SUA) a fost un actor american de origine armeană, care a apărut în sute de filme și producții de televiziune. Într-o carieră care a durat 50 de ani, Avery a jucat în peste 100 de filme și a avut apariții în peste 300 de episoade de televiziune.

## Biografie

### Tinerețea
Avery s-a născut în orașul american Philadelphia din părinți de origine armeană: Megerdich și Arousiag Der Abrahamian. Tatăl său era din Sebastia și a emigrat în Statele Unite ale Americii în anul 1907. Bunicul său, Bedros Der Abrahamian, preot la Biserica Maicii Domnului din Sebastia, a fost ucis în timpul Genocidului Armean. Sebouh a jucat în tinerețea sa în piese de teatru puse în scenă de Federația Tineretului Armean. După ce a servit în Forțele Aeriene ale Armatei Statelor Unite în timpul celui de-al Doilea Război Mondial, a urmat cursurile Școlii de Teatru „Bessie V. Hicks” din Philadelphia.

### Carieră
Avery a fost distribuit adesea în roluri de indivizi duri sau din clasa de jos, precum polițiști, bandiți, mafioți, barmani și muncitori.
El a interpretat roluri la televiziune în episodul „The Night of the Meek” (1960) al serialului Zona crepusculară și în patru episoade ale serialului Columbo: „A Friend in Deed” (1974), „Dead Weight” (1971), „The Most Crucial Game” (1972) și „Identity Crisis” (1975). Avery a apărut în episoade ale serialelor de televiziune The Untouchables, The Fugitive, Gunsmoke („The Lure”, 1967), The Asphalt Jungle, The Investigators, Mission: Impossible, Daniel Boone, The Munsters, Mannix, The Odd Couple, Kojak, Quincy, M.E., Friday the 13th: The Series, Cannon și Law & Order.
Avery și-a făcut debutul în film cu un rol nemenționat în Calea cea grea (1956), ultimul film al lui Humphrey Bogart. A apărut în cinci filme regizate de John Cassavetes: Too Late Blues (1961), Faces (1968), Minnie and Moskowitz (1971), The Killing of a Chinese Bookie (1976) și Gloria (1980). Cele mai cunoscute filme de cinema în care a jucat sunt The Long, Hot Summer (1958), Cei șapte magnifici (1960), Requiem for a Heavyweight (1962), Hud, texanul (1963), Papillon (1973), The Wanderers (1979), The Pope of Greenwich Village (1984), Cobra (1986) și Donnie Brasco (1997).
A jucat inclusiv pe Broadway într-o variantă nouă și de succes a comediei The Front Page, care a fost pusă în scenă în anii 1969-1970.

### Viața personală
Val Avery și actrița Margot Stevenson⁠(d) au fost căsătoriți din 1953 până la moartea lui. Fiica lor, Margot Avery, a devenit, de asemenea, actriță.

### Moartea
Avery a murit pe 12 decembrie 2009, la vârsta de 85 de ani, în casa lui din Greenwich Village.

## Filmografie

### Filme de cinema
| An   | Titlu                            | Rol                           | Observații            |
| ---- | -------------------------------- | ----------------------------- | --------------------- |
| 1956 | Calea cea grea                   | Frank                         | Nemenționat           |
| 1957 | La marginea orașului             | Fratele                       |                       |
| 1958 | The Long, Hot Summer             | Wilk                          | Nemenționat           |
| 1958 | King Creole                      | Ralph                         | Nemenționat           |
| 1959 | Ultimul tren din Gun Hill        | Steve, potcovarul             |                       |
| 1960 | Cei șapte magnifici              | Henry                         |                       |
| 1961 | Too Late Blues                   | Milt Frielobe                 |                       |
| 1962 | Requiem for a Heavyweight        | impresarul tânărului luptător |                       |
| 1963 | Hud, texanul                     | Jose                          |                       |
| 1963 | Love with the Proper Stranger    | Stein                         | Nemenționat           |
| 1965 | Sylvia                           | Pudgey Smith                  | Nemenționat           |
| 1965 | The Hallelujah Trail             | Barmanul din Denver           |                       |
| 1965 | Satan's Bed                      | Necunoscutul                  |                       |
| 1966 | Wild Wild Winter                 | Fox                           |                       |
| 1966 | Nevada Smith                     | Buck Mason                    |                       |
| 1966 | Assault on a Queen               | Trench                        |                       |
| 1967 | Hombre                           | Delgado                       |                       |
| 1968 | Faces                            | Jim McCarthy                  |                       |
| 1968 | No Way to Treat a Lady           | Barmanul                      | Nemenționat           |
| 1968 | The Pink Jungle                  | Rodriguez                     |                       |
| 1968 | The Brotherhood                  | Jake Rotherman                |                       |
| 1969 | Machine Gun McCain               | Chuck Regan                   |                       |
| 1969 | A Dream of Kings                 | Fatsas                        |                       |
| 1970 | The Traveling Executioner        | Jake                          |                       |
| 1971 | Vanishing Point                  | Polițist                      | Nemenționat           |
| 1971 | The Anderson Tapes               | Rocco „Socks” Parelli         |                       |
| 1971 | Who Says I Can't Ride a Rainbow! | The Marshal                   |                       |
| 1971 | Minnie and Moskowitz             | Zelmo Swift                   |                       |
| 1972 | The Legend of Hillbilly John     | Cobart                        |                       |
| 1973 | Black Caesar                     | Cardoza                       |                       |
| 1973 | Papillon                         | Pascal                        |                       |
| 1973 | Ancheta inspectorului Martin     | inspectorul John Pappas       |                       |
| 1975 | Russian Roulette                 | Rudolph Henke                 |                       |
| 1975 | Let's Do It Again                | lt. Bottomley                 |                       |
| 1975 | Lucky Lady                       | Dolph                         |                       |
| 1976 | The Killing of a Chinese Bookie  | Blair Benoit                  |                       |
| 1976 | Harry and Walter Go to New York  | Chatsworth                    |                       |
| 1977 | Heroes                           | șoferul de autobuz            |                       |
| 1978 | Up in Smoke                      | The Hoods: Factory Boss       |                       |
| 1979 | Martorul știe mai mult           | Caruso                        |                       |
| 1979 | The Wanderers                    | dl Sharp                      |                       |
| 1979 | Amityville                       | sergentul Gionfriddo          |                       |
| 1980 | Brubaker                         | Wendel                        |                       |
| 1980 | Gloria                           | Sill                          |                       |
| 1981 | The Chosen                       | Profesorul                    |                       |
| 1981 | Continental Divide               | Alderman Yablonowitz          |                       |
| 1981 | Choices                          | antrenorul Rizzo              |                       |
| 1981 | Sharky's Machine                 | Manny, Man With Siakwan       |                       |
| 1982 | Assignment Berlin                | Talaat Pașa                   |                       |
| 1982 | Jinxed!                          | Milt Hawkins                  |                       |
| 1983 | The Sting II                     | O'Malley                      |                       |
| 1983 | Easy Money                       | barmanul Louie                |                       |
| 1984 | The Pope of Greenwich Village    | Nunzi                         |                       |
| 1985 | Too Scared to Scream             | dr. Richards                  |                       |
| 1986 | Cobra                            | Chief Halliwell               |                       |
| 1986 | The Messenger                    | Clark                         |                       |
| 1997 | Donnie Brasco                    | Santo Trafficante Jr.         |                       |
| 1999 | A Fish in the Bathtub            | Abe                           |                       |
| 2001 | In the Shadows                   | Carlo Pierazzi                |                       |
| 2004 | Blueberry                        | Judecătorul                   | (ultimul rol în film) |

### Filme și seriale de televiziune
| An        | Titlu                                                         | Rol                                                                | Observații                                                  |
| --------- | ------------------------------------------------------------- | ------------------------------------------------------------------ | ----------------------------------------------------------- |
| 1953      | Lux Video Theatre                                             | Hank                                                               | Episod: "One for the Road"                                  |
| 1954–1956 | The Big Story                                                 | informator                                                         | 2 episoade                                                  |
| 1955      | Robert Montgomery Presents                                    | Philip Reilly, The Tall Dark Man                                   | Episod: "The Tall Dark Man"                                 |
| 1956–1958 | Kraft Television Theatre                                      | John Hardy / Mauck                                                 | 2 episoade                                                  |
| 1956–1958 | Playhouse 90                                                  | Barmanul                                                           | 2 episoade                                                  |
| 1956–1961 | Armstrong Circle Theatre                                      | Uncle Steve / Joe Varetti / Napol / Ronald Levesque / Gino Dovelli | 9 episoade                                                  |
| 1957      | There Shall Be No Night                                       | Gus Shuman                                                         | Film TV                                                     |
| 1957      | Dick Powell's Zane Grey Theatre                               | Carson                                                             | Episod: "Proud Woman"                                       |
| 1957–1969 | Gunsmoke                                                      | „Bull” Anders / Trent / Dorner / Joe Nadler                        | 4 episoade                                                  |
| 1958      | The Investigator                                              | Necunoscut                                                         | 2 episoade                                                  |
| 1959      | The Lineup                                                    | Necunoscut                                                         | Episod: "The Frederick Freemont Case"                       |
| 1959      | Border Patrol                                                 | „Waxey” Walters                                                    | Episod: "In a Deadly Fashion"                               |
| 1959      | Peter Gunn                                                    | Hoodlum                                                            | Episod: "Protection"                                        |
| 1959      | Mickey Spillane's Mike Hammer                                 | șeriful Jenkins                                                    | Episod: "Goodbye, Al"                                       |
| 1959      | Johnny Staccato                                               | Corky Lewis                                                        | Episod: "Viva, Paco!"                                       |
| 1959      | The Lawless Years                                             | „Bobo” Koening                                                     | Episod: "The Billy Boy 'Rockabye' Creel Story"              |
| 1959      | The Play of the Week                                          | Șeful Poliției                                                     | Episod: "The Power and the Glory"                           |
| 1960      | Cradle Song                                                   | Șoferul                                                            | Film TV                                                     |
| 1960      | The Untouchables                                              | Frank Salinas / Johnny, The Enforcer                               | 2 episoade                                                  |
| 1960      | Bonanza                                                       | șeriful Trev Kincaid                                               | Episod: "Breed of Violence"                                 |
| 1960      | Hong Kong                                                     | Michael Fortune                                                    | Episod: "The Turncoat"                                      |
| 1960      | The Twilight Zone                                             | Barmanul                                                           | Episod: "The Night of the Meek"                             |
| 1961      | Tales of Wells Fargo                                          | Frank „Bully” Armstrong                                            | Episod: "Town Against a Man"                                |
| 1961      | Have Gun – Will Travel                                        | bancherul B.J. Throckton                                           | Episod: "The Gold Bar"                                      |
| 1961      | Rawhide                                                       | Șeriful                                                            | Episod: "Incident of the Blackstorms"                       |
| 1961      | The Asphalt Jungle                                            | The Big Fellow                                                     | Episod: "The Dark Night"                                    |
| 1961      | The Power and the Glory                                       | Necunoscut                                                         | Film TV                                                     |
| 1961      | The Investigators                                             | Phil Bledsoe                                                       | Episod: "Something for Charity"                             |
| 1961–1963 | The Defenders                                                 | Strafaci / Mac Peters / procurorul Anthony Periko                  | 3 episoade                                                  |
| 1962      | The Everglades                                                | Pops / Harry Conlin                                                | 2 episoade                                                  |
| 1963      | Naked City                                                    | Franko                                                             | Episod: "Beyond This Place There Be Dragons"                |
| 1963      | The Doctors and the Nurses                                    | Charman Tompkins                                                   | Episod: "Strike"                                            |
| 1963–1964 | East Side/West Side                                           | lt. Al Costello / detectivul Al Costello                           | 5 episoade                                                  |
| 1964      | The Reporter                                                  | Pete Krenek                                                        | Episod: "How Much for a Prince?"                            |
| 1964      | Mr. Broadway                                                  | Detectivul                                                         | Episod: "Smelling Like a Rose"                              |
| 1964–1965 | The Munsters                                                  | Comisarul / Marty                                                  | 2 episoade                                                  |
| 1965      | Kraft Suspense Theatre                                        | Sergent / col. Velasquez                                           | 3 episoade                                                  |
| 1965      | Slattery's People                                             | Lou Teller                                                         | Episod: "Question: Does Nero Still at Ringside Sit?"        |
| 1965      | Peyton Place                                                  | Boudreau                                                           | Episod: #1.81                                               |
| 1965      | Daniel Boone                                                  | Watowah                                                            | Episod: "The Old Man and the Cave"                          |
| 1965      | Get Smart                                                     | Agentul KAOS #1                                                    | Episod: "Now You See Him, Now You Don't"                    |
| 1965      | Honey West                                                    | Roger                                                              | Episod: "A Neat Little Package"                             |
| 1965–1967 | The Fugitive                                                  | Jim Ross / Gordie Shiller / Jerry Kulik / Burns                    | 4 episoade                                                  |
| 1966      | The Virginian                                                 | Jim Sunderland                                                     | Episod: "Harvest of Strangers"                              |
| 1966      | Run for Your Life                                             | 2nd Man                                                            | Episod: "Night Train from Chicago"                          |
| 1966      | Felony Squad                                                  | Gene Hardy                                                         | Episod: "Strike Out"                                        |
| 1966      | I Spy                                                         | Josef                                                              | Episod: "Will the Real Good Guys Please Stand Up?"          |
| 1966      | Laredo                                                        | șeriful Jonathan Daniels                                           | Episod: "Road to San Remo"                                  |
| 1966      | The Dangerous Days of Kiowa Jones                             | Morgan                                                             | Film TV                                                     |
| 1966–1967 | The Wild Wild West                                            | Brad Logan / John Crane                                            | 2 episoade                                                  |
| 1966–1974 | The F.B.I.                                                    | Max Horton / Tony Hendricks / Carn / Roy Sumner                    | 4 episoade                                                  |
| 1967      | Dragnet 1967                                                  | Phil Masturian                                                     | Episod: "The Big Explosion"                                 |
| 1967      | The Invaders                                                  | Manager                                                            | Episod: "The Mutation"                                      |
| 1967      | Iron Horse                                                    | Grimes                                                             | Episod: "The Passenger"                                     |
| 1967      | Mr. Terrific                                                  | Leo                                                                | Episod: "Stanley the Track Star"                            |
| 1967      | CBS Playhouse                                                 | McDermott                                                          | Episod: "Do Not Go Gentle Into That Good Night"             |
| 1968      | Lancer                                                        | Wade Hackett                                                       | Episod: "Julie"                                             |
| 1968      | Judd, for the Defense                                         | John Rowan                                                         | Episod: "A Swim with Sharks"                                |
| 1968      | N.Y.P.D.                                                      | Necunoscut                                                         | Episod: "The Love Hustle"                                   |
| 1968–1971 | The Mod Squad                                                 | Briggs / „Turk”                                                    | 2 episoade                                                  |
| 1968–1972 | Mission: Impossible                                           | Augie Leitch / Frank Brady / Constantine Victor / Al Ross          | 4 episoade                                                  |
| 1969      | My Friend Tony                                                | Necunoscut                                                         | Episod: "Let George Do It"                                  |
| 1970      | Dan August                                                    | Russ Carter, Ranch Foreman                                         | Episod: "The Murder of a Small Town"                        |
| 1970      | The Name of the Game                                          | Mike                                                               | Episod: "Cynthia Is Alive and Living in Avalon"             |
| 1970      | The Bold Ones: The Lawyers                                    | lt. Aram Makarian                                                  | Episod: "Panther in a Cage"                                 |
| 1970–1974 | Mannix                                                        | Vanaman / Doyle / Mel Cooley / Harry Ruxton                        | 4 episoade                                                  |
| 1971      | A Tattered Web                                                | sergentul Harry Barnes                                             | Film TV                                                     |
| 1971      | Monty Nash                                                    | Luis Perez / Man                                                   | 2 episoade                                                  |
| 1971      | The Bold Ones: The New Doctors                                | Victor Corso                                                       | Episod: "The Convicts"                                      |
| 1971–1972 | McCloud                                                       | Walter McKay / Gruber                                              | 2 episoade                                                  |
| 1971–1975 | Columbo                                                       | Louie / Artie Jessup / Ralph Dobbs / Harry Barnes                  | 4 episoade                                                  |
| 1972      | Nichols                                                       | Jasper                                                             | 2 episoade                                                  |
| 1972–1973 | Ironside                                                      | McKay / Arnie Hummel                                               | 2 episoade                                                  |
| 1972–1974 | Cannon                                                        | Leo Crothers / Pawnshop Owner                                      | 2 episoade                                                  |
| 1973      | Firehouse                                                     | Sonny Caputo                                                       | Film TV                                                     |
| 1973      | Madigan                                                       | Augie                                                              | Episod: "The Park Avenue Beat"                              |
| 1973      | Shaft                                                         | cpt. Rigano                                                        | Episod: "The Killing"                                       |
| 1973      | Blood Sport                                                   | Frank Dorsdale                                                     | Film TV                                                     |
| 1973      | The Odd Couple                                                | Elmo                                                               | Episod: "A Barnacle Adventure"                              |
| 1973–1974 | Barnaby Jones                                                 | Andy Burns                                                         | 4 episoade                                                  |
| 1973–1974 | Police Story                                                  | sergentul Mahler / Steve                                           | 2 episoade                                                  |
| 1974      | Kojak                                                         | George Janis                                                       | Episod: "Marker to a Dead Bookie"                           |
| 1975      | Archer                                                        | Joe Mengers                                                        | Episod: "Blood Money"                                       |
| 1975      | The Law                                                       | Ouspensky                                                          | Miniserial TV                                               |
| 1975      | McCoy                                                         | „Turk”                                                             | Episod: "Double Take"                                       |
| 1976–1977 | Baretta                                                       | Ray Carmona / Pogo                                                 | 2 episoade                                                  |
| 1976–1978 | Switch                                                        | Rosie Finniston / Irving Munn                                      | 2 episoade                                                  |
| 1977      | Stonestreet: Who Killed the Centerfold Model?                 | Chuck Voit                                                         | Film TV                                                     |
| 1977      | Starsky & Hutch                                               | cpt. Ryan                                                          | Episod: "Starsky and Hutch Are Guilty"                      |
| 1977      | The Hardy Boys/Nancy Drew Mysteries                           | Tracy / Skipper                                                    | 2 episoade                                                  |
| 1977      | Omul din Atlantis                                             | Lew                                                                | Episod: "C.W. Hyde"                                         |
| 1977–1981 | Quincy, M.E.                                                  | Rawley Dinehart / Aaron Zakarian / Carlo Russo                     | 4 episoade                                                  |
| 1981      | The Misadventures of Sheriff Lobo                             | Bearded Man In Suit                                                | Episod: "What're Girls Like You Doing in a Bank Like This?" |
| 1984      | The Streets                                                   | Whitcomb                                                           | Film TV                                                     |
| 1984      | Hardcastle and McCormick                                      | Willie Lerner                                                      | Episod: "It Coulda Been Worse, She Coulda Been a Welder"    |
| 1985      | Out of the Darkness                                           | Guido Pressano                                                     | Film TV                                                     |
| 1986      | Courage                                                       | Pete Solto                                                         | Film TV                                                     |
| 1987      | Cagney & Lacey                                                | Rekubian                                                           | Episod: "Favors"                                            |
| 1988      | Friday the 13th: The Series                                   | Russ Sharko                                                        | Episod: "Badge of Honor"                                    |
| 1989      | Men                                                           | Burt                                                               | Episod: "Cupid Ms...Takes"                                  |
| 1989      | Maddie și David                                               | dl Viola                                                           | Episod: "In 'N Outlaws"                                     |
| 1989      | Hunter                                                        | Ray Sullivan                                                       | Episod: "Ring of Honor"                                     |
| 1991–1996 | Law & Order                                                   | Max Schaeffer / Dan Magadan Sr.                                    | 2 episoade                                                  |
| 1992      | Teamster Boss: The Jackie Presser Story                       | Salerno                                                            | Film TV                                                     |
| 1992      | Counterstrike                                                 | Morey Lempke                                                       | Episod: "No Honour Among Thieves"                           |
| 1992      | Secret Service                                                | Moe                                                                | Episod: "It's in the Mail/Counterfeit Murder"               |
| 1992      | Civil Wars                                                    | Sol Lobell                                                         | Episod: "The Old Man and the 'C'"                           |
| 1994      | Assault at West Point: The Court-Martial of Johnson Whittaker | generalul William T. Sherman                                       | Film TV                                                     |
| 1997      | Gold Coast                                                    | Jimmy Capp                                                         | Film TV                                                     |
| 2001      | 100 Centre Street                                             | Sal Gentle                                                         | Episod: "Queenie and Joe"                                   |